# Селезёночник Райта
Селезёночник Ра́йта (лат. Chrysosplénium wríghtii) — вид рода Селезёночник (Chrysosplenium) семейства Камнеломковые (Saxifragaceae).
Вид был описан Адриеном Франше и Полем Саватье во втором томе работы «Enumeratio Plantarum in Japonia Sponte Crescentium…» в 1878 году и назван в честь американского исследователя и путешественника Чарльза Райта.

## Ботаническое описание
Плейстоценовый реликт.
Травянистое растение высотой 6—12 см. Стебель одиночный, покрыт рыжими волосками, иногда бывает пурпурного цвета.
Стеблевые листья очерёдные, либо вообще отсутствуют. Прицветниковые листья многочисленные, длиной до 6 мм.
Соцветие — щиток.
Плод — коробочка.
Число хромосом 2n = 24.

## Распространение и среда обитания
Произрастает по берегам рек, ручьёв, на каменистых участках.
В России встречается в Чукотском автономном округе и на Камчатке. Обитает в Северной Америке.

## Охранный статус
На территории Камчатки является уязвимым видом. Занесён в Красную книгу Камчатского края.

## Синонимы
- Chrysosplenium alternifolium var. wrightii (Franch. & Sav.) Sutô